# Арделян Іван
Арделя́н Іва́н (нар. 1942, Кричунів) — український поет.

## Біографія
Народився 1942 року в селі Кричунів на Мармарощині (нині Румунія).

## Творчий доробок
Дебютував збіркою «Дорога» (1987), друкувався в збірнику «Обрії».
Автор збірок «Дорога» (1987), «На зустріч вікнам» (2000), «За порогами неба» (2001), «Сріблисті
думи» (2005), «Іржаві сліди» (2006).
Окремі твори:
- Арделян І. Вірші // Обрії / Упоряд. М. Михайлюк. — Бухарест: Критеріон, 1985. — С. 79-81.
- Арделян І. За порогами неба. — Бухарест: Мустанг, 2001. — 182 с.
- Арделян І. Іржаві сліди. — Бухарест: RCK Print, 2006. — 264 с.
- Арделян І. Сріблисті думи. Поезії. — Бухарест: Мустанг, 2005.- 222 с.